# Лю Вэньхуэй
Лю Вэньхуэй (кит. 刘文辉; 1895—1976) — один из военных деятелей в китайской провинции Сычуань Эры милитаристов. Лю, который стал известным в провинции Сычуань в 1920—1930-е годы, происходил из крестьянской семьи. В начале своей карьеры он действовал на стороне Гоминьдана (KMT), командуя силами обороны Сычуань и Сикана в период с 1927 по 1929 год.